# Премия Калинги
Премия Калинги (англ. Kalinga Prize) — ежегодная премия, присуждаемая за достижения в области популяризации науки. Награда учреждена всемирной организацией ЮНЕСКО за исключительные навыки в представлении научных идей для широкого круга людей. Образована в 1951 году основателем фонда Калинга, индийским политиком Биджу Патнаиком.

## Описание
Получатели премии должны обладать успешной карьерой писателя, редактора, преподавателя, продюсера, создателя радио и телевизионных программ или ведущего, обладать талантом представления научных идей для широкой общественности.
Получатель должен стремиться подчеркнуть международное значение науки и техники и вклад, который они вносят в улучшение общественного благосостояния, обогащения культурного наследия, и решения проблем, стоящих перед человечеством.
Лауреат отбирается Генеральным директором ЮНЕСКО по рекомендации четырёх членов жюри, назначенным им. Три члена жюри из разных стран мира определяются на основе справедливого географического распределения и четвёртый по рекомендации Фонда Калинги.
Каждая национальная комиссия по делам ЮНЕСКО предлагает кандидата по рекомендации национальных ассоциаций развития науки или других научных ассоциаций, или национальных ассоциаций научных писателей и журналистов.
Впервые премия была присуждена в 1952 году и составляла в то время 1000 фунтов стерлингов. В 2000 году Секретариат ЮНЕСКО предложил правлению Фонда Калинги рассмотреть вопрос об увеличении размера этой премии. Правление Фонда Калинги сообщило ЮНЕСКО в письме от 16 октября 2000 года о своём решении увеличить с 2002 года вдвое сумму премии до 2 000 фунтов стерлингов.
Начиная с 2009 года правила присуждения и размер премии были изменены. В настоящий момент премия присуждается раз в два года, каждый нечётный год. Премия Калинги присуждается в рамках празднования Всемирного дня науки в Нью-Дели, Индия. По условиям премии, лауреат получает 20 000 долларов США, сертификат и серебряную медаль ЮНЕСКО имени Альберта Эйнштейна. Также получателю вручается сертификат и денежная премия в размере 5 000 долларов США, установленная Правительством Индии (Департамент науки и технологий).

## Лауреаты
| Год         | Лауреат                                                 | Страна                                                  | Обоснование награды |
| ----------- | ------------------------------------------------------- | ------------------------------------------------------- | --- |
| 1952        | Луи Де Бройль                                           | Франция                                                 | В знак признания его работы по популяризации науки, в частности, благодаря его многочисленным научным статьям и публикациям.Оригинальный текст (англ.)In recognition of his work for the popularization of science, notably through his many scientific articles and publications |
| 1953        | Джулиан Хаксли                                          | Великобритания                                          | В знак признания его работы по информированию общественности о результатах научных исследований.Оригинальный текст (англ.)In recognition of his work to communicate the results of scientific research to the public |
| 1954        | Вальдемар Кемпферт                                      | США                                                     | В знак признания его работы в качестве научного журналиста и писателя, представляющего научные открытия общественности в простой и понятной форме.Оригинальный текст (англ.)In recognition of his role as a science journalist and writer presenting scientific discoveries in a simple and understandable manner to the public |
| 1955        | Augusto Pi Sunyer                                       | Венесуэла                                               | В знак признания его важного вклада в популяризацию науки в испаноязычных странах благодаря его научным трудам.Оригинальный текст (англ.)In recognition of his important contribution to the popularization of science in Spanish-speaking countries through his writings on science |
| 1956        | Георгий Гамов                                           | США                                                     | В знак признания его многочисленных научных книг, написанных для широкой публики, которые сделали сложные научные концепции понятными и интересными.Оригинальный текст (англ.)In recognition of his numerous books on science written for the general public that make complex scientific concepts understandable and entertaining |
| 1957        | Бертран Рассел                                          | Великобритания                                          | В знак признания его значительных трудов и деятельности по распространению научной информации в обществе, в частности, по вопросам мира во всем мире и кампании против ядерного оружия.Оригинальный текст (англ.)In recognition of his significant writings and activities that spread scientific information to the public, notably concerning issues on world peace and campaigning against nuclear weapons                          |
| 1958        | Карл фон Фриш                                           | Германия                                                | В знак признания его работы по популяризации науки в печатных СМИ.Оригинальный текст (англ.)In recognition of his work in the popularization of science through print media |
| 1959        | Жан Ростан                                              | Франция                                                 | В знак признания его работы в качестве научного писателя, ознакомившего широкую публику во Франции с основными проблемами, в частности с проблемами биологии в области генетики и эмбриологии.Оригинальный текст (англ.)In recognition of his work as a science writer to make known to a vast public in France the main problems and issues of biology, particularly in the domain of genetics and embryology                         |
| 1960        | Ричи Калдер                                             | Великобритания                                          | За его работу по продвижению понимания науки через научную литературу.Оригинальный текст (англ.)For his work in the promotion of the understanding of science through scientific writing |
| 1961        | Артур Кларк                                             | Великобритания                                          | В знак признания его работы по распространению научной культуры среди широкой публики, в частности, через его научно-популярную и художественную литературу.Оригинальный текст (англ.)In recognition of his work to spread the scientific culture to the general public, notably through his non-fiction and fiction writing |
| 1962        | Gerard Piel                                             | США                                                     | В знак признания его работы в области научной коммуникации в качестве научного писателя и редактора.Оригинальный текст (англ.)In recognition for his work in science communication as a science writer and editor |
| 1963        | Ягджит Сингх                                            | Индия                                                   | В знак признания его усилий по улучшению понимания широкой публикой фундаментальных принципов математики, астрофизики и космологии.Оригинальный текст (англ.)In recognition of his efforts to improve the general public’s understanding of the fundamental principals of mathematics, astro-physics and cosmology |
| 1964        | Уорен Уивер                                             | США                                                     | За вклад в популяризацию науки посредством радио- и телепрограмм о науке.Оригинальный текст (англ.)For his contribution to the popularization of science through radio and television programmes on science |
| 1965        | Евгений Рабинович                                       | США                                                     | В знак признания его работы по поощрению международного сотрудничества между учеными и выявлению потенциальных опасностей науки для общественности.Оригинальный текст (англ.)In recognition of his work to encourage international cooperation among scientists and to bring to light the potential dangers of science to the public                                                                                                   |
| 1966        | Paul Couderc                                            | Франция                                                 | За вклад в популяризацию науки посредством радио, телевидения и печатных СМИ.Оригинальный текст (англ.)For his contribution to the popularization of science through radio, television and print media |
| 1967        | Фред Хойл                                               | Великобритания                                          | В знак признания его роли в гуманизации науки и научных исследований посредством его телевизионных программ и лекций, адресованных широкой публике.Оригинальный текст (англ.)In recognition of his role to humanize science and scientific research through his television programmes and lectures addressed to the general public |
| 1968        | Гэвин де Бир                                            | Великобритания                                          | В знак признания его роли в повышении осведомленности общественности о природных явлениях и научных достижениях человека, особенно за его работу в Британском музее.Оригинальный текст (англ.)In recognition of his role to increase the public’s knowledge of natural phenomena and human scientific achievement, most notably for his work at the British Museum                                                                     |
| 1969        | Конрад Лоренц                                           | Австрия                                                 | В знак признания его работы по обмену научными знаниями и в знак признания его роли в продвижении научных знаний и признания науки широкой публикой.Оригинальный текст (англ.)In recognition of his work in sharing scientific knowledge and its In recognition of his role in the promotion of scientific knowledge and the appreciation of science to the public at large                                                            |
| 1970        | Маргарет Мид                                            | США                                                     | В знак признания её работы по расширению научной области и обеспечению всеобщего доступа к научным вопросам.Оригинальный текст (англ.)In recognition of her work to broaden the scientific domain and make scientific matters accessible to all |
| 1971        | Пьер Ожье                                               | Франция                                                 | В знак признания его образцовой работы по обеспечению широкой публике лучшего понимания научного мира.Оригинальный текст (англ.)In recognition of his exemplary work in providing the general public a better understanding of the scientific world |
| 1972        | Филипп Абельсон                                         | США                                                     | За вклад в популяризацию науки в печатных СМИ: журнал Science.Оригинальный текст (англ.)For his contribution to the popularization of science through the print media: Science magazine |
| 1972        | Найджел Кэлдер                                          | Великобритания                                          | За выдающуюся карьеру в продвижении науки путем информирования общественности о научном прогресе, в частности, через печать и телевидение.Оригинальный текст (англ.)For his remarkable career in the promotion of science by informing the public on the progress of science, notably through print and television |
| 1973        | Премия не присуждалась                                  | Премия не присуждалась                                  | Премия не присуждалась |
| 1974        | Жозе Реис                                               | Бразилия                                                | Оригинальный текст (англ.)For his role in explaining science and technology to the public and encouraging the improvement of their living conditions through his work as a science writer |
| 1974        | Луис Эстрада                                            | Мексика                                                 | В знак признания его работы по распространению научных знаний через популярные развлечения.Оригинальный текст (англ.)In recognition of his work to spread scientific knowledge through popular entertainment |
| 1975        | Премия не присуждалась                                  | Премия не присуждалась                                  | Премия не присуждалась |
| 1976        | Джордж Портер                                           | Великобритания                                          | За его роль в повышении осведомленности общественности о науке и в обеспечении доступности науки для широкой публики.Оригинальный текст (англ.)For his role in raising public awareness of science and in making science accessible to the public at large |
| 1976        | Александр Опарин                                        | СССР                                                    | В знак признания его работы по привлечению внимания общественности к современным открытиям и технологиям.Оригинальный текст (англ.)In recognition for his work to bring modern discoveries and technologies to the attention of the public |
| 1977        | Фернан Сегэн                                            | Канада                                                  | За выдающуюся работу по использованию телевидения для просвещения и пробуждения научного любопытства в Канаде.Оригинальный текст (англ.)For his outstanding work in using the medium of television to educate and inspire scientific curiosity in Canada |
| 1978        | Хоймар фон Дитфурт                                      | Германия                                                | За его способность объяснять науку популярными терминами с помощью книг, газетных статей, радио и телепрограмм.Оригинальный текст (англ.)For his ability to explain science in popular terms through the medium of books, newspaper articles, and radio and television programmes |
| 1979        | Сергей Капица                                           | СССР                                                    | За его вклад в содействие лучшему пониманию достижений науки и техники широкой публикой, особенно через печатные и телевизионные СМИ.Оригинальный текст (англ.)For his contribution to promoting a better understanding of the achievements of science and technology to the public at large, notably though print and television media                                                                                                |
| 1980        | Аристидес Бастидас                                      | Венесуэла                                               | За его вклад в популяризацию науки через научную литературу и журналистику.Оригинальный текст (англ.)For his contribution to the popularization of science through his science writing and journalism |
| 1981        | Дэвид Аттенборо                                         | Великобритания                                          | За его многочисленные телевизионные программы и документальные фильмы по естествознанию, предназначенные для широкой публики.Оригинальный текст (англ.)For his numerous television programmes and documentaries on natural history intended for a wide public audience |
| 1981        | Дэннис Фланаган                                         | США                                                     | За его вклад в распространение и популяризацию научных знаний через печатную прессу.Оригинальный текст (англ.)For his contribution to the dissemination and popularization of scientific knowledge through the printed press |
| 1982        | Освальдо Фрота-Пессоа                                   | Бразилия                                                | В знак признания его работы по информированию широкой общественности о социальных выгодах, связанных с крупными научными открытиями.Оригинальный текст (англ.)In recognition of his work to make known to the general public the social benefits related to major scientific discoveries |
| 1983        | Абдалла аль-Мути Шарафуддин                             | Бангладеш                                               | За его усилия сделать передовые научные знания доступными для всех и за его роль в продвижении научного образования в Бангладеш. Оригинальный текст (англ.)For his efforts to make advanced scientific knowledge accessible to all, and for his role in the promotion of science education in Bangladesh |
| 1984        | Ив Коппен                                               | Франция                                                 | За его многочисленные телевизионные программы и документальные фильмы по естествознанию, предназначенные для широкой публики.Оригинальный текст (англ.)For his numerous television programmes and documentaries on natural history intended for a wide public audience |
| 1984        | Игорь Петрянов-Соколов                                  | СССР                                                    | За его вклад в распространение и популяризацию научных знаний через печатную прессу.Оригинальный текст (англ.)For his contribution to the dissemination and popularization of scientific knowledge through the printed press |
| 1985        | Питер Медавар                                           | Великобритания                                          | За его вклад в популяризацию науки благодаря его многочисленным научным работам, представляющие сложные научные вопросы широкой публике.Оригинальный текст (англ.)For his contribution to the popularization of science through his many writings on science that present complex scientific matters to the general public |
| 1986        | Николай Басов                                           | СССР                                                    | За его работу по интерпретации науки и технологий для общественности, в частности, через его многочисленные публикации, направленные на информирование общественности о науке.Оригинальный текст (англ.)For his work to interpret science and technology to the public, notably through his many publications aimed at informing the public on science                                                                                 |
| 1986        | Дэвид Судзуки                                           | Канада                                                  | За его выдающуюся карьеру в радиовещании и на телевидении, которая внесла большой вклад в популяризацию науки и побудила широкую общественность лучше понять свое естественное окружение.Оригинальный текст (англ.)For his extraordinary broadcasting and television career that has greatly contributed the popularization of science and has engaged the general public to better understand their natural surroundings              |
| 1987        | Марсел Роче                                             | Венесуэла                                               | За его пожизненный вклад в популяризацию науки, особенно за его роль в продвижении разработки научной политики и продвижении научного образования.Оригинальный текст (англ.)For his life long contribution to the popularization of science, notably his role in promoting science policy formulation and the promotion of science education                                                                                           |
| 1988        | Бьёрн Куртен                                            | Финляндия                                               | В знак признания его выдающейся работы, направленной на то, чтобы сделать науку понятной и вызвать интерес и любопытство к науке и её достижениям.Оригинальный текст (англ.)In recognition of his outstanding work to make science understandable and to create interest and curiosity about science and its achievements |
| 1989        | Саад Ахмед Шабаан                                       | Египет                                                  | За его роль в интерпретации науки и технологий через печатные и электронные СМИ как средство преодоления барьеров между научным сообществом и широкой публикой.Оригинальный текст (англ.)For his role in the interpretation of science and technology through print and electronic media as a means to break down the barriers between the scientific community and the general public                                                 |
| 1990        | Misbah-Ud-Din Shami                                     | Пакистан                                                | Для повышения осведомленности общественности о науке и ознакомления общественности с ролью науки в улучшении условий жизни.Оригинальный текст (англ.)For increasing public awareness of science and acquainting the public with the role of science in bettering living conditions |
| 1991        | Radu Iftimovici                                         | Румыния                                                 | За его участие в популяризации науки через его научные книги, статьи, теле- и радиопрограммы, фильмы и театральные постановки.Оригинальный текст (англ.)For his engagement in the popularization of science through his scientific books, articles, television and radio programmes, films and theatrical plays |
| 1991        | Narender K. Sehgal                                      | Индия                                                   | За его вклад в продвижение целостности и доступности научных знаний, а также распространение научно-технической культуры на как можно более широкой основе.Оригинальный текст (англ.)For his contribution to the promotion of the integrity and accessibility of scientific knowledge, and propagating the scientific and technological culture to the broadest possible base                                                          |
| 1992        | Jorge Flores Valdés                                     | Мексика                                                 | В знак признания его выдающегося вклада в распространение науки и технологий среди широкой общественности, в частности, через печатные СМИ и интерактивные научные центры в Мексике.Оригинальный текст (англ.)In recognition of his outstanding contribution to the communication of science and technology to a wide public, notably through print media and interactive science centres in Mexico                                    |
| 1992        | Peter Okebukola                                         | Нигерия                                                 | За его вклад в усиление преподавания методологии естественнонаучного образования.Оригинальный текст (англ.)For his contribution to reinforcing the teaching of methodologies of science education |
| 1993        | Piero Angela                                            | Италия                                                  | В знак признания его интерпретации широкого круга научных тем через различные средства массовой информации, предназначенные для широкой публики.Оригинальный текст (англ.)In recognition for his interpretation of a wide range of scientific subjects through a variety of media intended for the general public |
| 1994        | Николай Дроздов                                         | Россия                                                  | За его вклад в популяризацию научных знаний, в частности об охране окружающей среды, и повышение осведомленности общественности об экологических проблемах.Оригинальный текст (англ.)For his contribution to the promotion of scientific knowledge, notably on environmental conservation, and raising public awareness on environmental issues                                                                                        |
| 1995        | Julieta Fierro Gossman                                  | Мексика                                                 | В знак признания её роли как общественного деятеля науки и за её вклад в распространение понимания астрономии среди широкой публики.Оригинальный текст (англ.)In recognition of her role as a public figure of science and for her contribution to spreading the understanding of astronomy to the general public |
| 1996        | Иржи Грыгар                                             | Чехия                                                   | В знак признания его деятельности по распространению культуры и научных знаний, в частности, через телевидение.Оригинальный текст (англ.)In recognition of his activities in spreading the culture and knowledge of science, notably through the medium of television |
| 1996        | Джайант Нарликар                                        | Индия                                                   | В знак признания его усилий по популяризации науки в печатных и электронных СМИ.Оригинальный текст (англ.)In recognition of his efforts to popularize science through print and electronic media |
| 1997        | Dorairajan Balasubramanian                              | Индия                                                   | За его работу по продвижению науки и повышению осведомленности общественности, в частности, посредством научных коммуникаций (газетные колонки, радио- и телепрограммы).Оригинальный текст (англ.)For his work in promoting science and increasing public awareness, notably though science communication (newspaper columns, radio and television programmes)                                                                         |
| 1998        | Regina Paz Lopez                                        | Филиппины                                               | За вклад в популяризацию образовательных научных программ для детей на Филиппинах.Оригинальный текст (англ.)For her contribution to the popularization of educational scientific programmes for children in the Philippines |
| 1998        | Ennio Candotti                                          | Бразилия                                                | В знак признания его роли в популяризации науки в Бразилии, в частности, путем создания концепции научно-популярного журнала.Оригинальный текст (англ.)In recognition of his role to popularize science in Brazil, notably by conceptualizing a popular science magazine |
| 1999        | Marian Ewurama Addy                                     | Гана                                                    | За её деятельность по продвижению понимания науки через её еженедельную телевизионную программу и за её действия, направленные на поощрение молодых взрослых к изучению естественных наук.Оригинальный текст (англ.)For her activities to promote the understanding of science through her weekly televised programme and her activities to encourage young adults to study science                                                    |
| 1999        | Эмиль Габриелян                                         | Армения                                                 | В знак признания его усилий по популяризации науки и её роли в развитии армянской науки и медицины.Оригинальный текст (англ.)In recognition of his efforts to promote public awareness of science and its role in the development of Armenian science and medicine |
| 2000        | Ernst W. Hamburger                                      | Бразилия                                                | В знак признания его обширных усилий по популяризации науки в школах Бразилии.Оригинальный текст (англ.)In recognition of his extensive efforts to popularize science in schools in Brazil |
| 2001        | Stefano Fantoni                                         | Италия                                                  | В знак признания его роли в улучшении коммуникации между научным сообществом и широкой общественностью.Оригинальный текст (англ.)In recognition of his role to improve communication between the scientific community and the general public |
| 2002        | Marisela Salvatierra                                    | Венесуэла                                               | За выдающуюся карьеру в области научного общения и экологического образования в Латинской Америке.Оригинальный текст (англ.)For her outstanding career in science communication and environmental education in Latin America |
| 2003        | Pervez Hoodbhoy                                         | Пакистан                                                | За его вклад в расширение понимания науки в Пакистане, особенно через печатные и телевизионные СМИ.Оригинальный текст (англ.)For his contribution to broadening the understanding of science in Pakistan, notably through print and television media |
| 2004        | Jean Audouze                                            | Франция                                                 | В знак признания его долгой карьеры и роли в продвижении науки, особенно за его работу в научных музеях.Оригинальный текст (англ.)In recognition of his long career and role in the promotion of science, notably for his work in science museums |
| 2005        | Jeter Bertoletti                                        | Бразилия                                                | В знак признания его роли в повышении осведомленности и доступности науки для широкой публики, особенно для детей, студентов и сельских сообществ.Оригинальный текст (англ.)In recognition of his role in making science better known and more accessible to the general public, especially to children, students and rural communities                                                                                                |
| 2006 − 2008 | Премия не вручалась в связи с изменениями правил ЮНЕСКО | Премия не вручалась в связи с изменениями правил ЮНЕСКО | Премия не вручалась в связи с изменениями правил ЮНЕСКО |
| 2009        | Trinh Xuan Thuan                                        | Вьетнам                                                 | В знак признания его работы по обмену научными знаниями и открытиями через печатные СМИ в форме, доступной широкому кругу читателей.Оригинальный текст (англ.)In recognition of his work in sharing scientific knowledge and its discoveries though print media in a form that is accessible to scientific and non-scientific readers                                                                                                  |
| 2009        | Яш Пал                                                  | Индия                                                   | За его вклад в научное общение в различных формах на протяжении десятилетий.Оригинальный текст (англ.)For his contribution to science communication in various forms over the decades |
| 2011        | René Raúl Drucker Colín                                 | Мексика                                                 | В знак признания его вклада в продвижение науки через печатные и телевизионные СМИ.Оригинальный текст (англ.)In recognition of his contribution to the promotion of science through print and television media |
| 2013        | Ли Сянъи                                                | Китай                                                   | В знак признания его вклада в популяризацию науки, в том числе в качестве соучредителя Китайского музея науки и технологий.Оригинальный текст (англ.)In recognition of his contribution to science popularization, including as cofounder of the China Science and Technology Museum |
| 2015        | Diego Golombek                                          | Аргентина                                               | В знак признания его неустанного вклада в научное общение и образование в разнообразных развлекательных форматах, особенно за его роль в создании первого в Аргентине научно-культурного центра.Оригинальный текст (англ.)In recognition of his tireless contribution to science communication and education in diverse and entertaining formats, notably for his role in the development of Argentina’s first Science Cultural Centre |
| 2017        | Erik Jacquemyn                                          | Бельгия                                                 | |
| 2019        | Крушельницкий, Карл                                     |                                                         | |
| 2021        | Jean-Pierre Luminet                                     |                                                         | |

- 2023 - Ana María Cetto[англ.]

На церемонии празднования 60-летия премии, прошедшей 4-5 января 2012 года в Бхубанешваре, почётная награда Kalinga Samman была вручена Гокуланкре Махапатре.

## Статистика
Премия была вручена 68 лауреатам из 24 стран:
1. Великобритания — 10
2. США — 9
3. Франция — 6
4. Бразилия, Индия, Мексика — 5, СССР/Россия — 5 (4/1)
5. Венесуэла — 4
6. Германия, Италия, Канада, Пакистан — 2
7. Австрия, Аргентина, Армения, Бангладеш, Бельгия, Гана, Египет, Китай, Нигерия, Румыния, Филиппины, Финляндия, Чехия — 1